# Marcos Rogério de Lima
Marcos Rogério de Lima, född 25 juni 1985 i Ribeirão Pires, är en brasiliansk MMA-utövare som sedan 2014 tävlar i organisationen Ultimate Fighting Championship.